# Le Claux
Le Claux é uma comuna francesa na região administrativa de Auvérnia-Ródano-Alpes, no departamento de Cantal. Estende-se por uma área de 29,3 km². Em 2010 a comuna tinha 177 habitantes (densidade: 6 hab./km²).